# Octomeria flabellifera
Octomeria flabellifera là một loài thực vật có hoa trong họ Lan. Loài này được Pabst mô tả khoa học đầu tiên năm 1975.